# Viola digenea
Viola digenea är en violväxtart som beskrevs av Georges Rouy och Fouc.. Viola digenea ingår i släktet violer, och familjen violväxter. Inga underarter finns listade i Catalogue of Life.